# Campionati italiani assoluti di scherma del 1922
I Campionati italiani assoluti di scherma del 1922 sono stati organizzati dalla Federazione Italiana Scherma.
Nel fioretto, si è aggiudicato per la prima volta il titolo dei campionati italiani Gino Belloni.
Il titolo della spada è andato a Giulio Basletta, alla sua prima affermazione.
Nella sciabola Oreste Puliti ha vinto il suo secondo titolo nazionale maschile, dopo quello del 1921.

## Podi

### Uomini
| Specialità  | Oro             | Argento | Bronzo |
| Individuali |                 |         |        |
| Fioretto    | Gino Belloni    | -       | -      |
| Spada       | Giulio Basletta | -       | -      |
| Sciabola    | Oreste Puliti   | -       | -      |